# Konstantin Shumov
Konstantin Shumov (ros. Константин Евгеньевич Шумов, Konstantin Jewgienjewicz Szumow; ur. 15 lutego 1985 roku w Moskwie) – fiński siatkarz rosyjskiego pochodzenia, grający na pozycji środkowego, reprezentant Finlandii. Od grudnia 2016 roku występuje we francuskiej drużynie Rennes Volley 35.

## Życiorys
Urodził się w Moskwie w Rosji. Dzieciństwo i młodość spędził w Varkaus, gdzie trafił do swojego pierwszego klubu – Keski-Savon Pateri. Tam grał w pierwszej drużynie w latach 2003–2005. Później przeszedł do Perungan Pojat z Rovaniemi.

## Kariera

### Kariera reprezentacyjna
W reprezentacji seniorów zadebiutował 18 maja 2006 roku w meczu przeciwko Węgrom. Brał udział w Mistrzostwach Europy w 2007 roku, gdzie z reprezentacją zajął 4. miejsce, doznając kontuzji przed meczem o 3. miejsce z Serbią.

## Sukcesy klubowe
Mistrzostwo Finlandii:
- 2006, 2016

Puchar Niemiec:
- 2013

Mistrzostwo Niemiec:
- 2013, 2014

Superpuchar Włoch:
- 2014